# Yamaska (municipalité)
Pour les articles homonymes, voir Yamaska.
Yamaska est une municipalité dans la municipalité régionale de comté Pierre-De Saurel au Québec, située dans la région administrative de la Montérégie.

## Toponymie
Le nom de la municipalité renvoie à la rivière Yamaska, dont le nom en langue autochtone signifie « là où poussent les joncs », faisant ainsi référence à son embouchure, le marais de la baie de Lavallière.

## Histoire
L'histoire contemporaine de Yamaska débute en 1683 avec la concession faite à Michel Leneuf de La Vallière et de Beaubassin. C'est le premier seigneur qui baptise cette seigneurie Yamaska. En 1694, il la vend à Pierre Petit dit Gobin qui entreprend la construction d'une première chapelle (sur l'île du Domaine).
Le peuplement de la région ne débute véritablement que dans les années 1720, et la municipalité de la paroisse de Saint-Michel-de-Yamaska est constituée civilement en 1845.
Elle a été constituée le 19 décembre 2001 par un regroupement de la municipalité de la paroisse de Saint-Michel-d'Yamaska et des municipalités des villages de Yamaska et de Yamaska-Est,.

## Géographie
La rivière Yamaska traverse la municipalité du sud au nord.
La rivière Pot au Beurre en traverse le nord-ouest jusqu'à sa confluence rive gauche avec la Yamaska.
La Petite rivière Pot au Beurre coule vers le nord-est jusqu'à sa confluence rive droite avec la rivière Pot au Beurre.
La rivière Saint-Louis en traverse le sud-ouest jusqu'à sa confluence rive gauche avec la Yamaska.

## Démographie
| 1991 | 1996 | 2001  | 2006  | 2011  | 2016  | 2021  |
| ---- | ---- | ----- | ----- | ----- | ----- | ----- |
| 453  | 466  | 1 720 | 1 643 | 1 644 | 1 687 | 1 736 |

## Administration
Les élections municipales se font en bloc pour le maire et les six conseillers.
| Yamaska Maires depuis 2005                                                                                           |                      |         |          |
| Élection | Maire                | Qualité | Résultat |
| 2005 | Denis Léveillée      |         | Voir     |
| 2009 | Louis R. Joyal       |         | Voir     |
| 2013 | Louis R. Joyal       | Voir    |          |
| 2017 | Diane De Tonnancourt |         | Voir     |
| 2021 | Diane De Tonnancourt | Voir    |          |
| Élection partielle en italique Depuis 2005, les élections sont simultanées dans toutes les municipalités québécoises |                      |         |          |

## Attraits
À chaque année, à la fin du mois d'août, durant une fin de
semaine, se tient le festival des gros casques. Ce dernier rappelle le nom
longtemps donné aux résidents de la petite municipalité. Ce nom vient des gros chapeaux de fourrure ("casque de poil") que portaient les citoyens de Yamaska en hiver. Ils étaient remarqués par les citoyens des municipalités environnantes. Pour la première fois, en 2016, ce festival n'a pas  été célébré.